# Ioannis Palaiokrassas
Ioannis Palaiokrassas (grego: Ιωάννης Παλαιοκρασσάς; 27 de março de 1934 em Atenas - 2 de outubro de 2021) foi um político grego.
Ioannis foi Ministro das Finanças e Comissário Europeu na Comissão Delors. Em 14 de julho de 1992, o carro de Palaiokrassas foi alvo de um ataque com foguetes no centro de Atenas. O ataque errou o alvo, mas matou um transeunte.
Morreu no dia 2 de outubro de 2021, aos 87 anos.